# Storbritannien i olympiska sommarspelen 1904
Storbritannien skickade inga deltagare till de olympiska sommarspelen 1904 i Saint Louis, men tre irländare deltog i friidrotten och då Irland vid denna tidvar en del av Storbritannien tillgodoräknas deras två medaljer till Storbritannien.

## Medaljer

### Guld
- Tom Kiely - Friidrott, tiokamp

### Brons
- John Daly - Friidrott, 2 590 meter hinder